# Алина Пекова
Алина Юриевна Пекова (родена на 8 януари 1993 г., Чегем Второй, Кабардино-Балкария) е руска алпинистка, първата рускиня, изкачила всичките 14 осемхилядника.

## Биография
Тя е родена в село Чегем Второй (Кабардино-Балкария). От дете се занимава с художествена гимнастика и тенис. Решава да се занимава с алпинизъм през 2017 г., когато изкачва Елбрус.
Тя е филолог по образование и завършила Кабардино-Балкарския държавен университет. Говори свободно английски.
Тя започва да изкачва осемхилядници с комерсиални експедиции през април 2023 г. Първият такъв връх в рамките на проекта „14×8000” е на 16 април е Анапурна (8091 m). След това, на 18 май същата година, Пекова успява да изкачи Чомолунгма (8848 м) и Лхотце (8516 м) в един и същи един ден. Тези планини са свързани с Южния седлов проход (7960 m). Пекова, слязла от Джомолунгма, не се въръща в базовия лагер, а веднага отива на Лхотце от Южния седл.
През 2023 г., тоест за по-малко от шест месеца, тя успява да изкачи 11 от най-високите върхове. Последният осемхилядник е връх Шишапангма (8027 м), който тя изкачва на 9 октомври 2024 г. Тя успява да изкачи всички осемхилядници за година и половина. Пекова планира да направи това след година, но през есента на 2023 г., когато се готви да изкачи Шишапангма, от планината се спусна лавина, убивайки няколко алпинисти, и китайските власти затварят върха за изкачвания. Сред загиналите има и приятели на Пекова.
Преди Пекова най-добър сред руснаците е Сергей Богомолов, който изкачва 13 от най-високите върхове на Земята.
В свободното си време обича да тичането и тениса. Има собствен бизнес.

## Хронология на изкачванията
- 16 април 2023 г. – Анапурна (8091 м, Хималаите, Непал);
- 18 май 2023 г. – Джомолунгма (8848 м, Хималаите, Непал);
- 18 май 2023 г. – Лхотце (8516 м, Хималаите, Непал);
- 29 май 2023 г. – Макалу (8485 м, Хималаите, Непал);
- 26 юни 2023 г. – Нанга Парбат (8126 м, Хималаите, Пакистан);
- 19 юли 2023 г. – Броуд пик (8051 м, Каракорум, Пакистан);
- 27 юли 2023 г. – Чогори (К2) (8611 м, Каракорум, Пакистан);
- 2 август 2023 г. – Гашербрум I (8080 м, Каракорум, Пакистан);
- 20 септември 2023 г. – Манаслу (8163 м, Хималаите, Непал);
- 29 септември 2023 г. – Дхаулагири (8167 м, Хималаите, Непал);
- 6 октомври 2023 г. – Чо Ою (8201 м, Хималаите, Непал);
- 8 юни 2024 г. – Кангчендзьонга (8 586 м, Хималаите, Непал);
- 21 юли 2024 г. – Гашербрум II (8035 м, Каракорум, Пакистан);
- 9 октомври 2024 г. – Шиша Пангма (8027 м, Хималаите, Тибет, Китай).